# Hrubé pleso
Hrubé pleso nebo Svišťové plieska je ledovcové jezero ve Svišťové dolině, která tvoří jednu z bočních větví v horní části Bielovodské doliny ve Vysokých Tatrách na Slovensku. Má rozlohu 0,1370 ha. Dosahuje maximální hloubky 1,9 m. Objem činí 1012 m³. Leží v nadmořské výšce 1929 m.

## Název
Hrubé pleso není zažitý název ale objevuje se na mapách. Vzpomíná se v Průvodci autora Arna Puskáše a je motivován polohou pod Hrubou věží. Také se používá Hrubé plesa. Tento název se objevuje i na mapách. Polská geografická nomenklatura přijala název Świstowe Stawki, ve slovenském názvosloví zdomácněl název Svišťové plieska, což vyplývá z polohy ve Svišťovém údolí, kde se ve starých turistických průvodcích zmiňují kolonie svišťů.

## Okolí
Pleso se nachází východně od Hrubé věže. V těsném okolí největšího jezera se nacházejí tři menší, o kterých v turistických průvodcích není žádná zmínka. Okolí plesa je porostlé trávou, která se střídá se skálami a sutí.

## Vodní režim
Do plesa na jižní straně přitéká Svišťový potok resp. jedna z jeho zdrojnic. Odtéká na severní straně do Bielovodské doliny, kde ústí do Biele vody. Ve vzdálenosti 15 m severně se na odtékajícím potůčku nachází malé pleso, což je také důvod pro pojmenování obou ples v množném čísle.

## Přístup
Pleso není pro veřejnost přístupné.